# Crotalaria distantiflora
Crotalaria distantiflora är en ärtväxtart som beskrevs av Baker f.. Crotalaria distantiflora ingår i släktet sunnhampor, och familjen ärtväxter. IUCN kategoriserar arten globalt som livskraftig. Inga underarter finns listade i Catalogue of Life.